# Haute École Paul-Henri Spaak
La Haute École Paul-Henri Spaak était entre 1996 et 2016 une haute école belge située à Bruxelles. Créée en 1996, elle accueille environ 2 000 étudiants et possède des sites à Anderlecht, Auderghem, Ixelles, Uccle et Nivelles. Elle est organisée par la Communauté française de Belgique. Elle fusionne en 2016 avec la Haute École de Bruxelles pour former la Haute École Bruxelles-Brabant.
La Haute école comprenait cinq catégories :
- Économique - Institut d'Enseignement supérieur économique (ISES) ;
- Paramédicale - Institut d'Enseignement supérieur d'Ergothérapie, de Kinésithérapie et Bandagisterie-Orthésiologie-Prothésiologie (B.O.P.) (ISEK) ;
- Pédagogique - Institut d'Enseignement supérieur pédagogique (IESP) à Nivelles ;
- Sociale - Institut d'Enseignement supérieur social des Sciences de l'Information et de la Documentation (IESSID) ;
- Technique - Institut supérieur industriel de Bruxelles (ISIB)